# Fanny Lu
Fanny Lucía Martínez Buenaventura, conhecida como Fanny Lu, Embaixador(a) da boa vontade da FAO (Cáli, 8 de fevereiro de 1973) é uma atriz e cantora colombiana de pop latino.
Ficou conhecida quando participou do elenco da telenovela colombiana Perro amor, protagonizada por Julián Arango, Isabella Santodomingo e Danna García.
Emprestou sua voz para uma canção do filme Enrolados (2010), da Disney.

## Discografia
- Lágrimas cálidas (2006)
- Dos (2008)
- "Felicidad y Perpetua" ([2011])

## Singles
- Tú no eres para mi
- Celos
- No te piedo flores
- Corazón partido
- Fanfarrón